# Везен
Везен (нем. Weesen) — коммуна в Швейцарии, в кантоне Санкт-Галлен.
Входит в состав округа Зее-Гастер. Население составляет 1483 человека (на 31 декабря 2006 года). Официальный код — 3316.

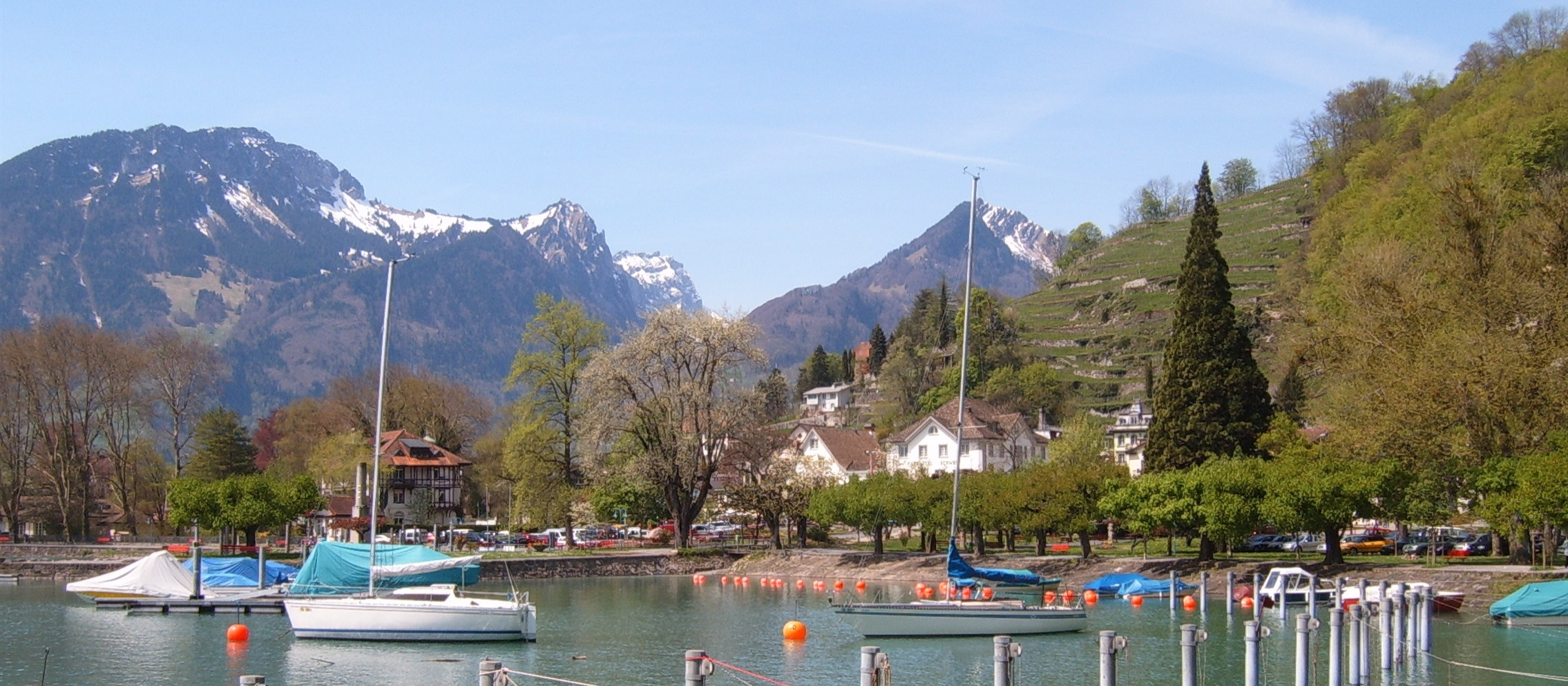
Везен